# 馬克西米利亞尼夫卡
47°58′25″N 37°23′18″E / 47.97361°N 37.38833°E
馬克西米利亞尼夫卡（羅馬化：Maksymilianivka）是位於乌克兰東部的村莊，由顿涅茨克州波克羅夫斯克區的马林卡市镇負責管轄。

## 歷史
在俄乌战争的馬林卡戰役裡，由於馬林卡截至2023年4月初仍然處於爭奪狀態。，所以該村在馬林卡以西也受烏方控制。2024年10月17日，俄羅斯軍隊占領該村。。

## 人口統計
根據 2001年烏克蘭人口普查，村民人口為2171人，他們的母語分配如下：
- 乌克兰语：91.5%
- 俄语：8.2%
- 其他：0.3%